# Great Edstone
Great Edstone – wieś w Anglii, w hrabstwie North Yorkshire. Leży 34 km na północ od miasta York i 309 km na północ od Londynu.